# Baie de Cassis
La baie de Cassis est une baie de France située en Provence, à Cassis, entre les calanques de Marseille à l'ouest et le cap Canaille à l'est.

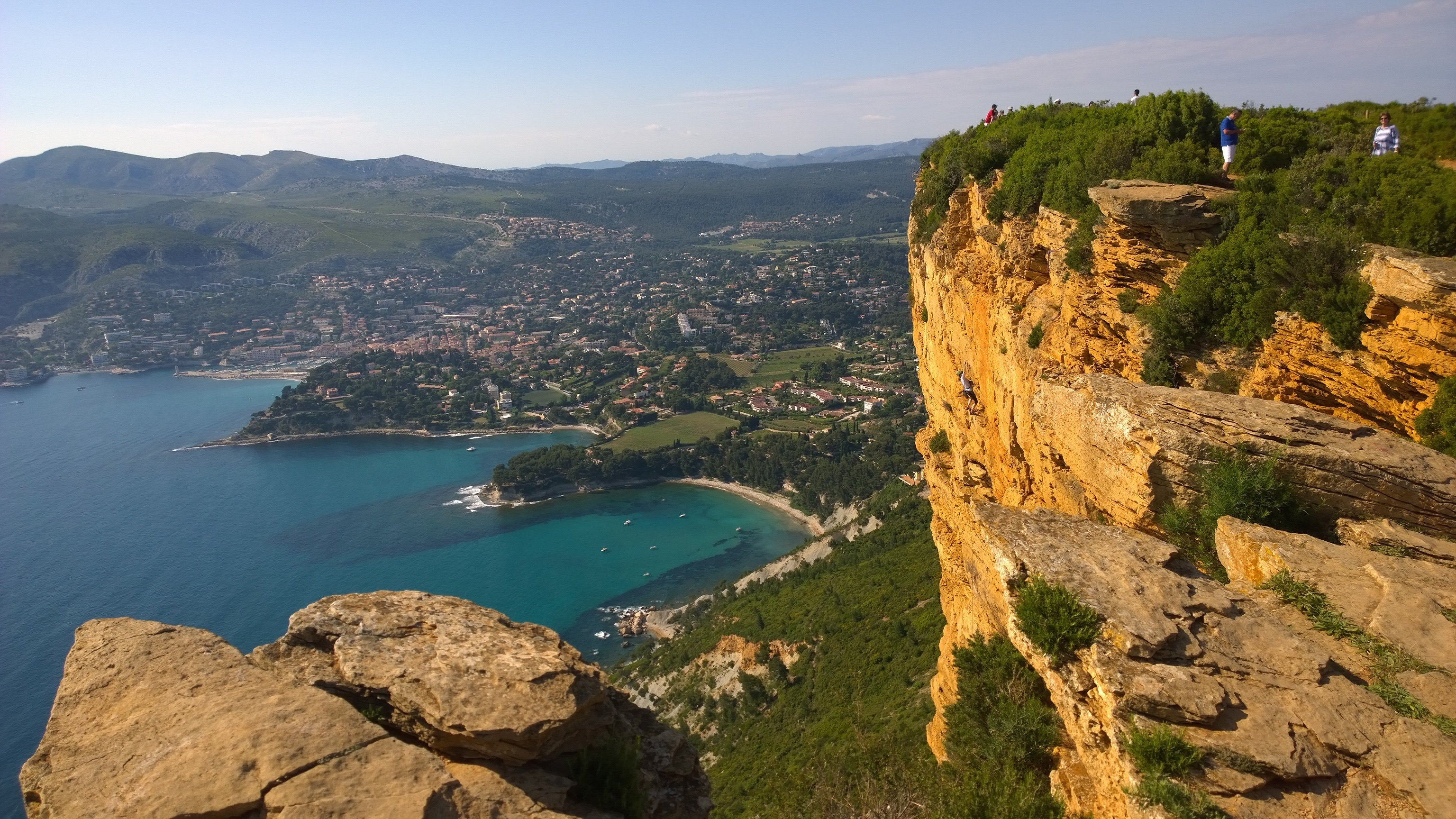
Cassis au fond de la baie depuis le cap Canaille au sud.